# Dipoenura quadrifida
Dipoenura quadrifida là một loài nhện trong họ Theridiidae.
Loài này thuộc chi Dipoenura. Dipoenura quadrifida được Eugène Simon miêu tả năm 1909.